# CZ BREN 2
A CZ BREN 2 vagy CZ 806 BREN cseh Česká zbrojovka Uherský Brod (ČZUB) cég által kifejlesztett és három különböző űrméretben, valamint csőhosszal gyártott gépkarabély. A CZ 805 BREN továbbfejlesztett változata. A BREN 2 gépkarabélyt a Magyar Honvédség is nagy mennyiségben rendszeresítette a AK–63-asok váltótípusaként. A fegyver magyarországi licencgyártása a HM Arzenál kiskunfélegyházi üzemében történik.

## Története
A CZ 805 BREN karabélyt a cseh hadügyminisztérium 2009-ben rendelte meg a Cseh Hadsereg részleges újrafegyverzéséhez. Nem sokkal a bevezetése után számos problémára derült fény a CZ 805-tel kapcsolatban. 2011-ben az afganisztáni hadszíntéren is bevetették és a katonák (az igazi felhasználók) bírálták, hogy nehéz, rossz az ergonómiai elrendezése és rossz az egyensúlya (ami csökkenti a tüzelés pontosságát). Így számos javítás történt ezen kérdések kezelésére. Az új CZ 806 BREN 2 -t Česka zbrojovka Uherský Brod fejlesztette ki. Ez a CZ 805 BREN továbbfejlesztett és könnyített változata.
A Colt CZ Group és az Ukroboronprom állami vállalat 2024. február 23-án megállapodást írt alá Prágában a BREN 2 gépkarabély ukrajnai licencgyártásáról. Ukrajnában Szics márkanévvel tervezik a gyártást.

## Kialakítása és jellemzői
- kb. 0,5 kg könnyebb, mint a CZ 805
- ergonómiai javítások az előddel szemben
- töltési mechanizmus újratervezése (a töltő kar nem mozdul el a tüzelés közben és nem marad hátsó helyzetben a lőszer elfogyása esetén)
- a töltőkar kétoldali lehetőséget kapott, tehát a fegyver mindkét oldalán felszerelhető
- a fegyver csöve gyorsan levehető-cserélhető és három különböző hosszúságban létezik
- effektív lőtávolság: 300 m (8" cső), vagy 400 m (11 " cső) vagy 500 m (14" cső)[3]
- cső élettartam: min. 20 000 lövés,[3]
- a fegyver szerkezeti élettartama min. 30 000 lövés.[3]

## Típusváltozatai
- CZ 806 BREN 2: 5,56×45 mm NATO lőszert tüzelő gépkarabély változat
- CZ 807 BREN 2: 7,62×39 mm lőszert tüzelő gépkarabély változat
- CZ BREN 2 BR: 7,62×51 mm NATO lőszert tüzelő félautomata  mesterlövész változat 406 mm-es csővel, 25 lőszeres tárral és mintegy 600-800 méteres hatásos lőtávolsággal[4]
- CZ BREN 2 PPS: 7,62×51 mm NATO lőszert tüzelő félautomata  mesterlövész változat 457 mm-es csővel, 25 lőszeres tárral és mintegy 600-800 méteres hatásos lőtávolsággal. A fegyver a Cseh Hadsereg számára fejlesztették ki, amely a SZVD Dragunov puskáit tervezi leváltani vele.

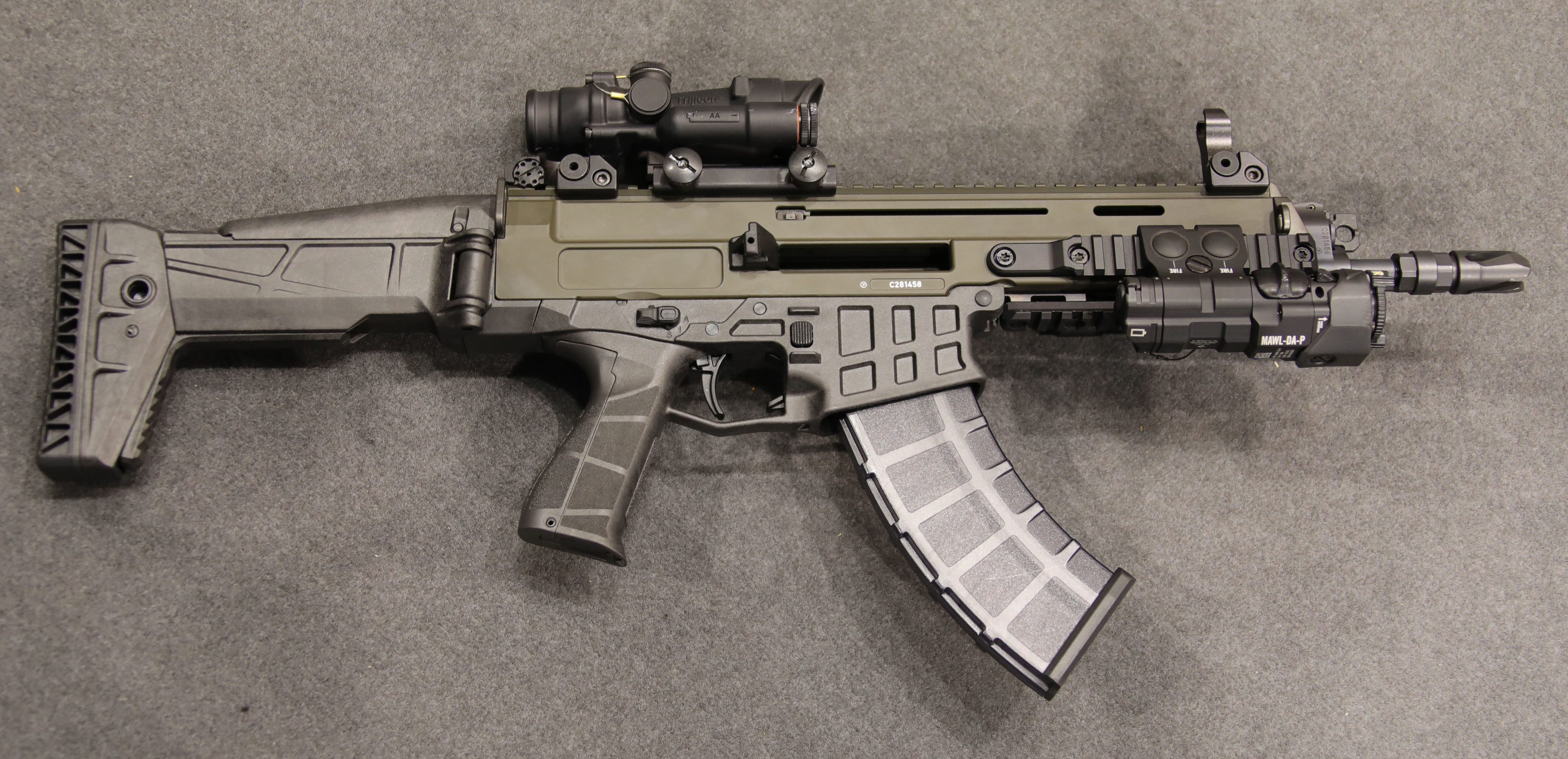
A 7,62x39-es lőszert tüzelő BREN 2-es ismertető jegye az ívesebb tár
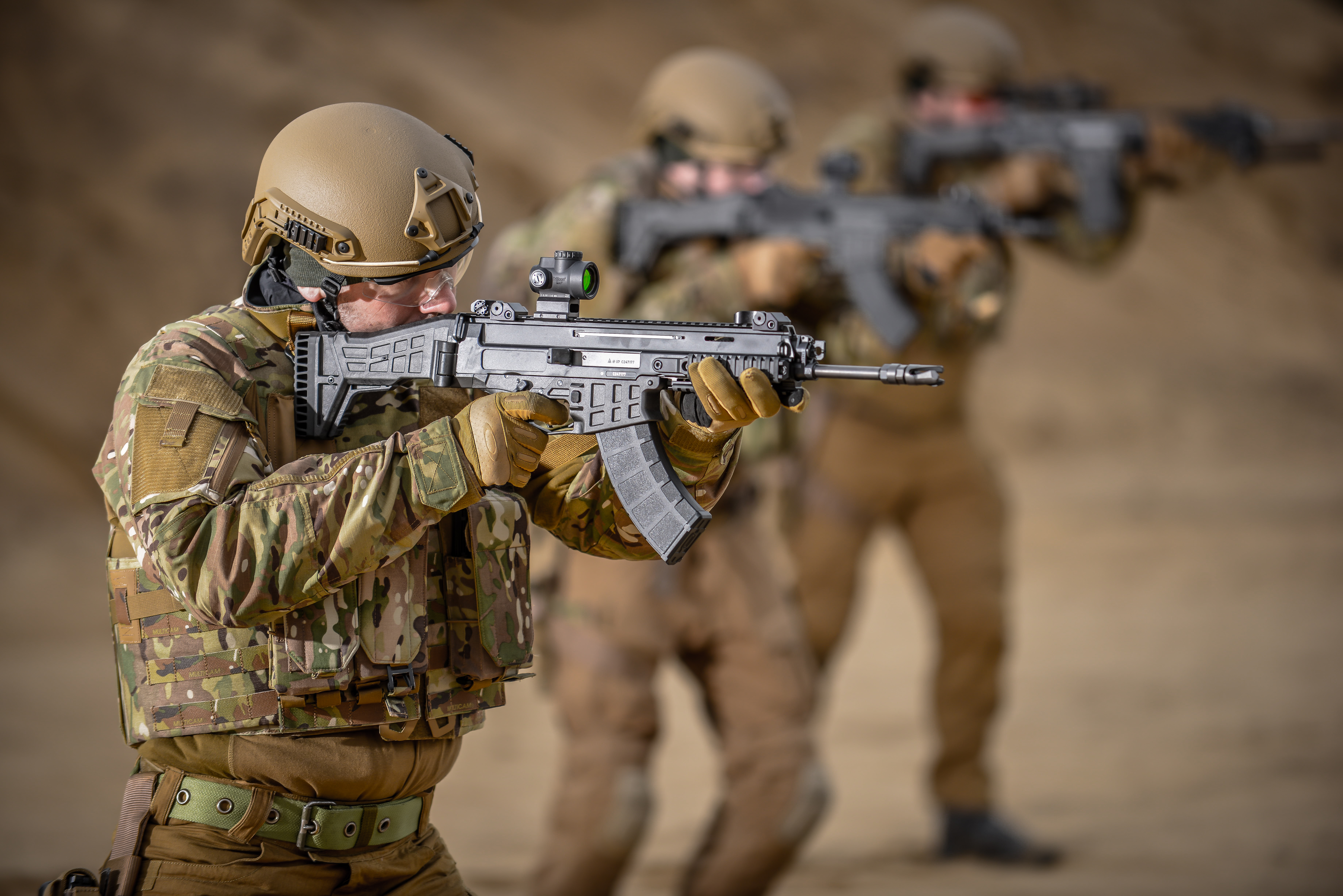
Lövészet a BREN 2 gépkarabélyokkal

## Alkalmazó országok
- Csehország – CZ 806 gépkarabély és CZ BREN 2 BR mesterlövész változat (utóbbi CZ BREN 2 PPS néven ismert náluk)
- Franciaország – CZ 807 gépkarabély a francia csendőrség különleges alakulatainál szolgál
- Magyarország – CZ 806 gépkarabély és CZ BREN 2 BR mesterlövész változat
- Ukrajna – Az Ukrán Területvédelmi Erők használják. Ukrajnai licencgyártása előkészítés alatt van.
- Portugália – A Portugál Fegyveres Erőknél rendszeresítették.
- Románia – A csendőrség használja.
- Lengyelország – A Lengyel Határőrség rendszeresítette.